# Chicago Mustangs
O Chicago Mustangs foi um time americano de futebol profissional com sede em Chicago, Illinois, que era membro fundador da United Soccer Association em 1967. A liga era formada por equipes importadas inteiras de ligas estrangeiras.
O clube de Chicago era na verdade o elenco do Cagliari Calcio da Itália.  A franquia era de propriedade de Arthur Allyn Jr., proprietário da Artnell Corporation e do Chicago White Sox da Major League Baseball . O Mustangs compartilhou o Comiskey Park, de propriedade de Allyn, com o White Sox para seus jogos em casa. Eles atraíram apenas 25.237 admissões pagas ao longo de 6 jogos em casa.
Após a temporada de 1967, os EUA fundiram-se com a  National Professional Soccer League (NPSL) para formar a North American Soccer League (NASL), com as equipes dos ex-EUA tendo que criar suas listas do zero. Chicago deixou a NASL após uma temporada.